# Lijst van beschermd erfgoed in Libin
Onderstaande tabel geeft een overzicht van de beschermde erfgoederen in de gemeente Libin. Het beschermd erfgoed maakt deel uit van het cultureel erfgoed in België.
| Object | Bouwjaar/architect | Deelgemeente | Adres | Coördinaten                   | Nummer?                | Afbeelding |
| --- | ------------------ | ------------ | ----- | ----------------------------- | ---------------------- | --- |
| Kapel Notre-Dame de Walcourt en het ensemble van de kapel en diens omgeving, waaronder de eik, de es, de lindes en het voorhangsel van cederhout |                    |              |       | 49° 59' 37" NB, 5° 9' 12" OL  | 84035-CLT-0002-01 Info | Kapel Notre-Dame de Walcourt en het ensemble van de kapel en diens omgeving, waaronder de eik, de es, de lindes en het voorhangsel van cederhout |
| De Grand-Moulin van Villance, specifiek: de gevels en daken van het hoofdgebouw met inbegrip van de molen en het molengebouw, het interieur van machines, het interieur van de schuur. De terreinen deel van het onroerend goed omvatten de vijver en ervoor. |                    |              |       | 49° 57' 48" NB, 5° 12' 7" OL  | 84035-CLT-0004-01 Info | De Grand-Moulin van Villance, specifiek: de gevels en daken van het hoofdgebouw met inbegrip van de molen en het molengebouw, het interieur van machines, het interieur van de schuur. De terreinen deel van het onroerend goed omvatten de vijver en ervoor. |
| Brug Marie-Thérèse ten westen van de molen van Wes-el-Vaux en het ensemble van de brug en diens omgeving |                    |              |       | 49° 58' 26" NB, 5° 11' 20" OL | 84035-CLT-0006-01 Info | Brug Marie-Thérèse ten westen van de molen van Wes-el-Vaux en het ensemble van de brug en diens omgeving |
| Pont de la Justice of "Vieux Pont" en het ensemble van de brug en diens omgeving |                    |              |       | 49° 57' 59" NB, 5° 11' 38" OL | 84035-CLT-0007-01 Info | Pont de la Justice of "Vieux Pont" en het ensemble van de brug en diens omgeving |